# エドゥアール・リスラー
ジョゼフ＝エドゥアール・リスラー（リスレル、Joseph-Édouard Risler, 1873年2月23日 - 1929年7月22日）は、ドイツ出身のフランスのピアニスト。

## 生涯
リスラーはドイツ帝国に属するバーデン大公国のバーデン＝バーデンに生まれた。母はドイツ人で、父はアルザス出身であった。リスラーはパリ音楽院に在学中の1883年から1889年にかけて、ルイ・ディエメ、テオドール・デュボワ、エミール・デコンブらに師事した。1889年のパリ万国博覧会でのリスラーの演奏がテオ・ヴァンゲマンによって捉えられており、これは音楽録音の最初期の物の1つとなっている。1891年にエマニュエル・シャブリエと親しく付き合うようになったリスラーは、この年長の作曲家の元を訪れたり書簡をやり取りしたりするようになった。その後、彼はドイツにおいてカール・クリントヴォルト、オイゲン・ダルベール、ベルンハルト・シュターフェンハーゲンらに学んで学習を完了させた。彼は1896年にはバイロイト祝祭劇場においてコレペティートルを務めた。
リスラーはまもなくフランス出身の重要なピアニストとして、ドイツ・ロマン派並びに同時代の音楽にも寛容だった当時の音楽界で頭角を現していった。彼は大規模な演奏会シリーズを複数催している。1905年の10月から12月にかけてサル・プレイエルで行われたベートーヴェンの32曲のピアノソナタ全曲演奏会や、ショパンの全曲演奏会、バッハの『平均律クラヴィーア曲集』全曲演奏会などである。
1906年以降、リスラーは後進の指導に精力を注ぐようになり、1923年にはパリ音楽院の教授に就任した。彼はエミール・ジレット（Émilie Girette）と結婚した。アマチュア歌手であった彼女のために、ガブリエル・フォーレは歌曲を数曲作曲している。リスラーはレイナルド・アーンと日常的に手紙を送り合う仲で、1908年4月にはサル・エラールにおいてアーンの『ソナチネ ハ長調』を初演した。リスラーはパリに没した。
リスラーはシャブリエから『気まぐれなブーレ』、エンリケ・グラナドスからは『ゴイェスカス』より「窓辺の語らい （Coloquio en la reja）」の献呈を受けている。また、リスラーはリヒャルト・シュトラウスの交響詩『ティル・オイレンシュピーゲルの愉快ないたずら』のピアノ編曲を遺している。

## 初演した楽曲
リスラーは下記のような著名な作曲家の作品の初演を担っている。
- エルネスト・ショーソン: 『いくつかの舞曲』 Op.26 （1897年）
- エマニュエル・シャブリエ: 『田舎風のロンド』、『バラビル』、『アルバムの一葉』 （1897年4月3日）
- ポール・デュカス: 『ピアノソナタ 変ホ短調』 （1901年5月10日、サル・プレイエル）
- ポール・デュカス: 『ラモーの主題による変奏曲、間奏曲と終曲』 （1903年5月23日）
- ジョルジェ・エネスク: 2台のピアノのための『創作主題による変奏曲』 Op.5 （コルトーと共に）
- ガブリエル・フォーレ: 組曲『ドリー』 （コルトーと共に、1898年）; 即興曲第4番 （1907年）; 舟歌第6番と第8番 （後者は1907年）
- アルベリク・マニャール: 『プロムナード』 Op.7 （1911年、コンセール・デュラン）

## 録音
リスラーの遺した録音は1917年にPathéによってなされた18曲から成り、全曲が2007年にMarston Recordsより『Édouard Risler: Pathé Paper-Label Discs, Paris 1917』というタイトルで発売された。また、Symposiumレーベルからも2002年に全曲がリリースされており、Piano Libraryからも1999年に大部分が含まれる形で出されている。
- ルートヴィヒ・ヴァン・ベートーヴェン
  - ピアノソナタ第12番 変イ長調 Op.26より終楽章
  - ピアノソナタ第18番 変ホ長調 Op.31-3より第2楽章
  - ピアノ協奏曲第4番 ト長調 Op.58より第2楽章（リスラーによるピアノ独奏版）
- エマニュエル・シャブリエ
  - 牧歌（絵画的小曲集～第6曲）
- フレデリック・ショパン
  - 練習曲 Op.10-5 変ト長調
  - 夜想曲第5番 嬰ヘ長調 Op.15-2
  - マズルカ イ短調 Op.17-4
  - ワルツ第7番 嬰ハ短調 Op.64-2
- フランソワ・クープラン
  - ティク･トク･ショク，またはオリーブしぼり機（クラヴサン組曲第18組曲～第6曲）
- ルイ＝クロード・ダカン
  - カッコウ（クラヴサン曲集第1巻第3組曲）
- バンジャマン・ゴダール
  - マズルカ第2番 Op.54
- エンリケ・グラナドス
  - スペイン舞曲第10番 ト長調
- フランツ・リスト
  - ハンガリー狂詩曲第11番 イ短調
- フェリックス・メンデルスゾーン
  - スケルツォ ホ短調 Op.16-2
- ジャン＝フィリップ・ラモー
  - 鳥のさえずり（クラヴサン曲集第2巻）
  - タンブラン（同上）
- カミーユ・サン＝サーンス
  - のんきなワルツ 変ニ長調 Op.110
- カール・マリア・フォン・ウェーバー
  - 舞踏への勧誘 Op.65